# 岩本町駅
岩本町駅（いわもとちょうえき）は、東京都千代田区神田岩本町にある、東京都交通局（都営地下鉄）新宿線の駅。駅番号はS 08。
「秋葉原」の副名称が設定されている。千代田区最東端の駅。
神田川を挟んで昭和通りの北側約150 mに、JR東日本・東京メトロ日比谷線・つくばエクスプレスの秋葉原駅があり、連絡運輸が行われている。

## 歴史
- 1978年（昭和53年）12月21日：都営新宿線の当駅 - 東大島駅間開業に際し、始発駅として開業[2]。
- 1980年（昭和55年）3月16日：新宿駅 - 当駅間が開業し中間駅となる。同時に京王線と相互直通運転開始。
- 2007年（平成19年）3月18日：ICカード「PASMO」の利用が可能となる[6]。
- 2008年（平成20年）3月15日：JR東日本秋葉原駅との連絡運輸を定期券に限り開始。
- 2013年（平成25年）3月16日：東京メトロ日比谷線秋葉原駅との連絡運輸を開始[7]。
- 2015年（平成27年）2月10日：つくばエクスプレス秋葉原駅との連絡運輸を定期券に限り開始[8]。
- 2021年（令和3年）7月16日：副名称「秋葉原」を導入[4]。

### 秋葉原駅との乗り換え
秋葉原駅に近い当駅だが、1978年（昭和53年）12月21日の開業以来約30年間、連絡運輸が一切行われず、乗換駅としても扱われてこなかった。
距離が近くても連絡通路が設置されていない駅の場合、乗り換えで公道を経由する必要があり、案内が十分でなく乗客が迷う可能性があることや、乗り換え中の乗客の安全を確保できないといった理由で、従来東京の地下鉄では乗り換え駅の設定をしていなかった。岩本町駅と秋葉原駅の間には神田川が流れ、地下連絡通路は設置されていない。
交通系ICカードが普及し定着した2008年（平成20年）3月15日には、定期券限定であるもののJR東日本線と連絡運輸が行われるようになり、乗り換えがしづらい状況に変化の兆しが訪れる。
東京メトロと東京都の協議の結果、岩本町駅、秋葉原駅の両駅は安全な乗り換えが可能であることから、2013年（平成25年）3月16日には東京メトロ線とも連絡運輸を開始し、正式に乗り換え駅になった。それまでは乗り継ぎ割引制度が適用されなかったため、双方の改札口にその旨の注意書きが貼り出されている状態だった。秋葉原駅との乗換駅設定は、その後の乗換駅の拡大の契機になった。
最後に残った首都圏新都市鉄道つくばエクスプレス線とは2015年（平成27年）2月10日に連絡定期券の発売を開始し、問題が解消された。

## 駅構造
島式ホーム2面3線の地下駅。市ヶ谷駅務区の管理下である。

### のりば
| 番線 | 路線       | 行先              |
| ---- | ---------- | ----------------- |
| 1・2 | 都営新宿線 | 新宿・ 京王線方面 |
| 3・4 | 都営新宿線 | 本八幡方面        |

（出典：都営地下鉄:駅構内図）
- 1・4番線が本線で、2・3番線は待避線（中線）である。また、2・3番線は線路共用を行っている。新宿線の計画当初は島式ホーム2面4線の予定だったが、建設費削減により3線に縮小された[11]。
- 京王帝都電鉄（現京王電鉄）と相互乗り入れ開始当初、岩本町駅以東のホームが6両編成対応の為、京王から乗り入れた列車のうち京王車8両及び10両は1987年12月まで当駅中線で折り返していた。
- 急行の通過待ちを行う各駅停車は、2000年（平成12年）12月までは本線（1・4番線）で、それ以後は中線で通過待ちを行っている[12]。なお、ダイヤが乱れた場合などは本線で通過待ちを行う場合があるが、この場合は通過列車については35 km/h制限となる[12]。
- 新宿方面からの最終列車は当駅止まりである。車両は中線で留置され、翌日の新宿行始発列車に当てられる。

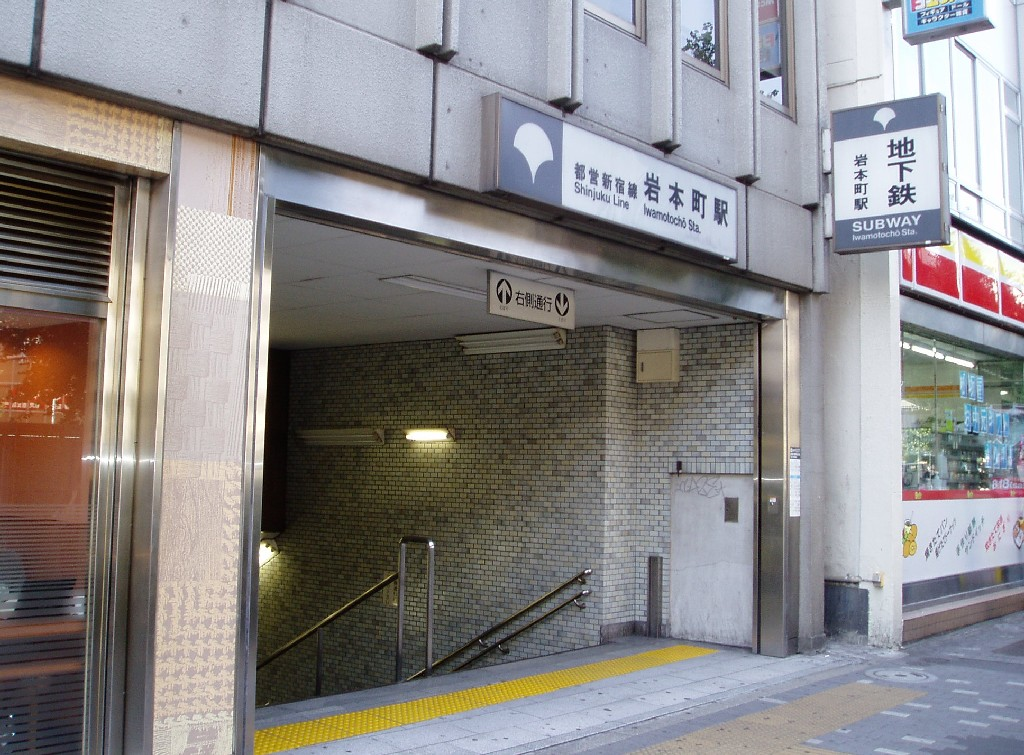
A3番出入口（2007年8月）
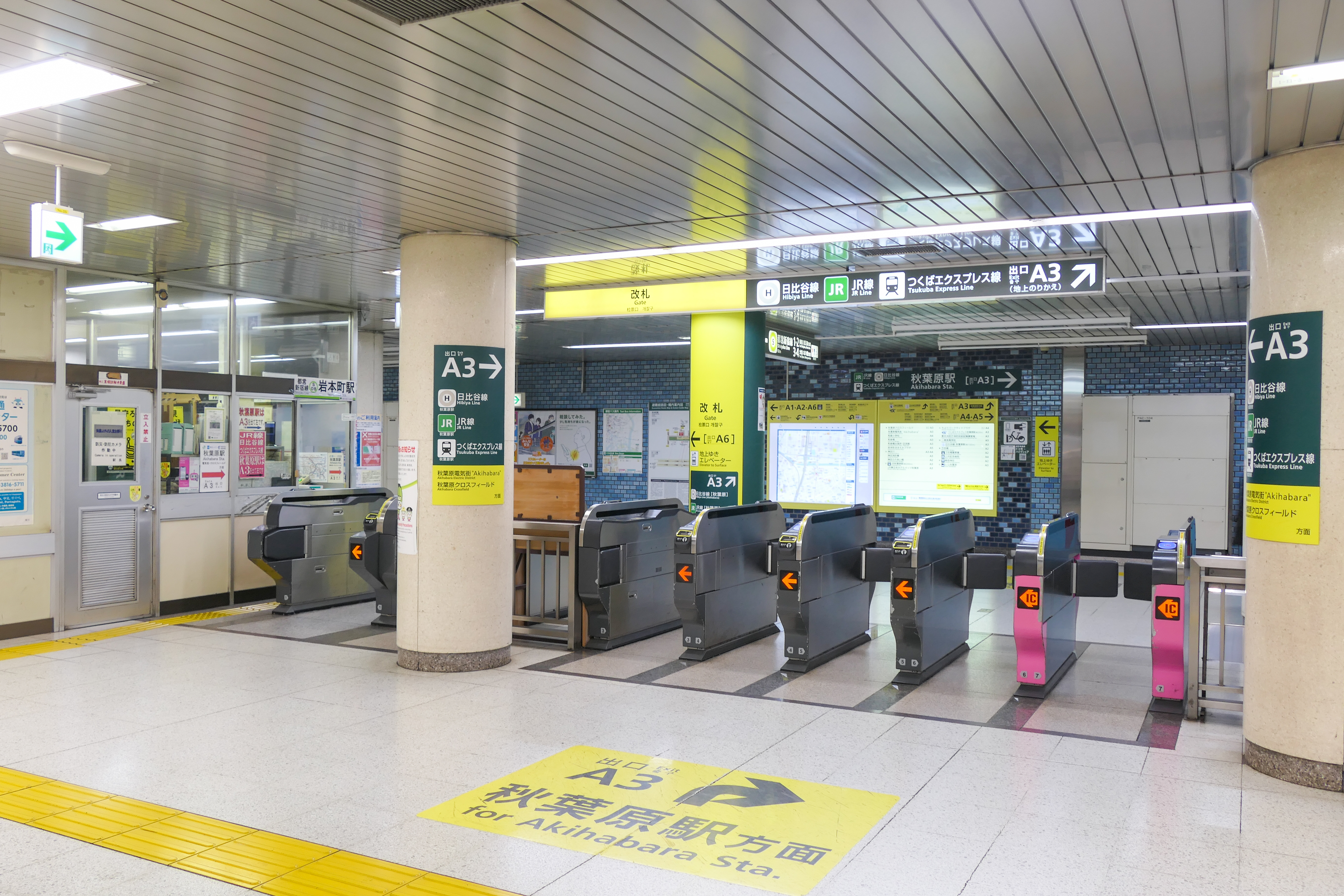
改札口（2023年3月）
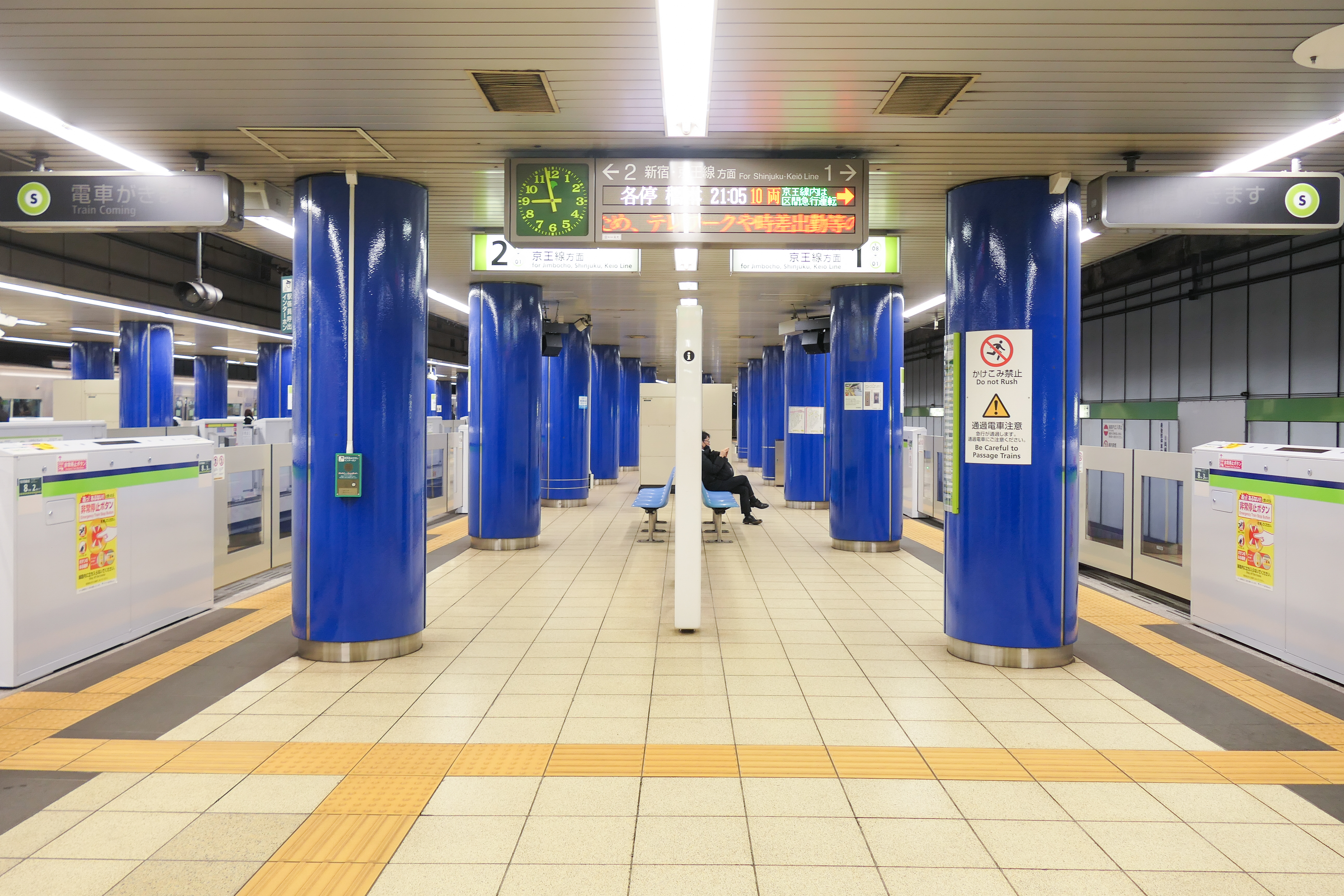
1・2番線ホーム（2023年3月）
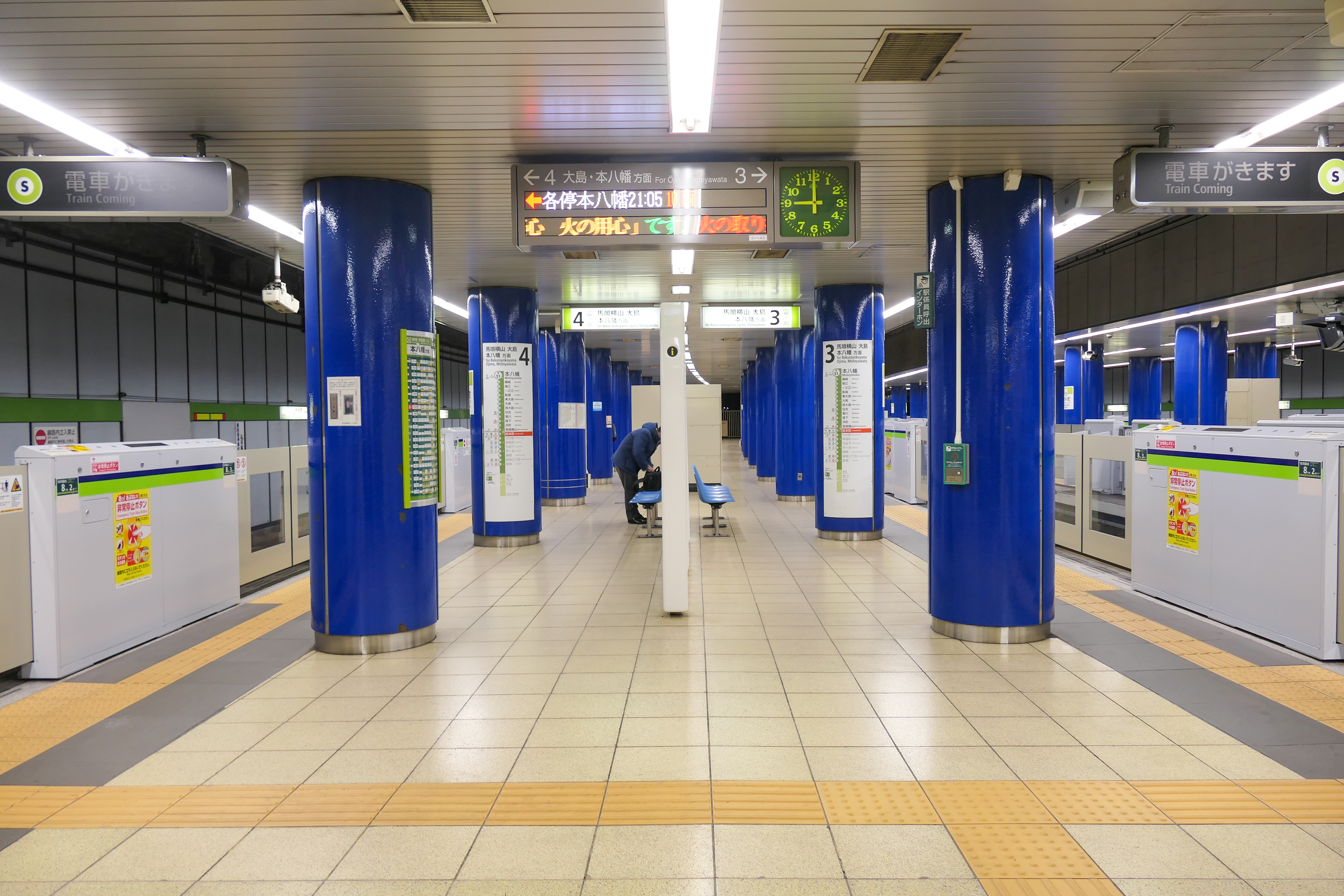
3・4番線ホーム（2023年3月）

## 利用状況
2023年（令和5年）度の1日平均乗降人員は49,899人（乗車人員：24,893人、降車人員：25,006人）である。
各年度の1日平均乗降・乗車人員の推移は下表の通り。
| 年度               | 1日平均 乗降人員 | 1日平均 乗車人員 | 出典     |
| ------------------ | ---------------- | ---------------- | -------- |
| 1990年（平成02年） |                  | 18,671           | [ * 1 ]  |
| 1991年（平成03年） |                  | 19,377           | [ * 2 ]  |
| 1992年（平成04年） |                  | 19,551           | [ * 3 ]  |
| 1993年（平成05年） |                  | 19,858           | [ * 4 ]  |
| 1994年（平成06年） |                  | 20,074           | [ * 5 ]  |
| 1995年（平成07年） |                  | 20,027           | [ * 6 ]  |
| 1996年（平成08年） |                  | 19,841           | [ * 7 ]  |
| 1997年（平成09年） |                  | 19,567           | [ * 8 ]  |
| 1998年（平成10年） |                  | 19,633           | [ * 9 ]  |
| 1999年（平成11年） |                  | 19,475           | [ * 10 ] |
| 2000年（平成12年） |                  | 19,263           | [ * 11 ] |
| 2001年（平成13年） |                  | 17,945           | [ * 12 ] |
| 2002年（平成14年） |                  | 18,192           | [ * 13 ] |
| 2003年（平成15年） | 35,158           | 17,189           | [ * 14 ] |
| 2004年（平成16年） | 33,841           | 16,602           | [ * 15 ] |
| 2005年（平成17年） | 34,519           | 17,071           | [ * 16 ] |
| 2006年（平成18年） | 36,606           | 18,113           | [ * 17 ] |
| 2007年（平成19年） | 38,271           | 18,971           | [ * 18 ] |
| 2008年（平成20年） | 39,348           | 19,536           | [ * 19 ] |
| 2009年（平成21年） | 39,611           | 19,702           | [ * 20 ] |
| 2010年（平成22年） | 40,022           | 19,979           | [ * 21 ] |
| 2011年（平成23年） | 40,324           | 20,155           | [ * 22 ] |
| 2012年（平成24年） | 41,053           | 20,520           | [ * 23 ] |
| 2013年（平成25年） | 44,294           | 22,153           | [ * 24 ] |
| 2014年（平成26年） | 46,296           | 23,141           | [ * 25 ] |
| 2015年（平成27年） | 48,981           | 24,485           | [ * 26 ] |
| 2016年（平成28年） | 51,410           | 25,675           | [ * 27 ] |
| 2017年（平成29年） | 53,741           | 26,844           | [ * 28 ] |
| 2018年（平成30年） | 55,325           | 27,681           | [ * 29 ] |
| 2019年（令和元年） | 55,446           | 27,752           | [ * 30 ] |
| 2020年（令和02年） | 39,912           | 20,001           |          |
| 2021年（令和03年） | 40,568           | 20,321           |          |
| 2022年（令和04年） | 45,991           | 22,950           |          |
| 2023年（令和05年） | 49,899           | 24,893           |          |

## 駅周辺
- 秋葉原駅
- 昭和通り
- 靖国通り
- 首都高速1号上野線
- 山崎製パン本社
- 王将フードサービス東京地区本部
- 東神田繊維問屋
- 朝日信用金庫 本部
- 玄武館跡 - 北辰一刀流の開祖、千葉周作が開いた剣術道場。元は日本橋品川町にあったが、その後この地に移転した。

### バス路線
都営バスの岩本町駅前停留所が靖国通り上にある。
- 秋26：葛西駅前行（秋葉原駅前行は経由しない）

## その他
- パスネット印字は、入場が「岩本町」で出場が「岩本」であった。

## 隣の駅
東京都交通局（都営地下鉄）
 都営新宿線
■急行
通過
■各駅停車
小川町駅 (S 07) - 岩本町駅 (S 08) - 馬喰横山駅 (S 09)